# Régions naturelles du Chili
Le Chili, qui s'étend sur plus de 1 400 km, au nord du Tropique du Capricorne jusqu'aux abords du cercle antarctique, présente une grande diversité de climats au sein même de son territoire. En 1950, la Corporación de Fomento de la Producción (CORFO) définit, en suivant des critères d'homogénéité géographique et économique, six régions naturelles du Chili continental : Norte grande, Norte chico, Núcleo central (aujourd'hui désignée sous le nom de Zona central), Concepción y La Frontera (aujourd'hui désignée sous le nom de Zona sur), Los Lagos (cette dernière a été redivisée entre la Zona sur et la Zona austral) et Los Canales (aujourd'hui désignée sous le nom de Zona austral).
Bien que cette division territoriale ne fut jamais utilisée pour designer des entités administratives (telles que les actuelles régions du Chili), les régions naturelles continuent à être utilisées à titre indicatif.

## Aperçu
Ces régions naturelles sont ordonnées du nord au sud et réduites à cinq régions. Chacune présente des caractéristiques uniques en termes de végétation, faune, climat et, malgré l'omniprésence des Andes et du Pacifique, topographie.

Carte des régions naturelles du Chili

| Régions naturelles                           | Régions du Chili                                 | Caractéristiques |
| -------------------------------------------- | ------------------------------------------------ | --- |
| Norte Grande (Grand Nord)                    | Région d'Arica et Parinacota                     | Climat désertique avec des zones d'extrême aridité. Falaises costales, haute cordillère, dépression intermédiaire puis les Andes. Plateaux dans les Andes. Déserts de sel, dépôts de cuivre et salpêtre à l'intérieur. Puna avec précipitations estivales sur les franges orientales.                                     |
| Norte Grande (Grand Nord)                    | Région de Tarapacá                               | Climat désertique avec des zones d'extrême aridité. Falaises costales, haute cordillère, dépression intermédiaire puis les Andes. Plateaux dans les Andes. Déserts de sel, dépôts de cuivre et salpêtre à l'intérieur. Puna avec précipitations estivales sur les franges orientales.                                     |
| Norte Grande (Grand Nord)                    | Région d'Antofagasta                             | Climat désertique avec des zones d'extrême aridité. Falaises costales, haute cordillère, dépression intermédiaire puis les Andes. Plateaux dans les Andes. Déserts de sel, dépôts de cuivre et salpêtre à l'intérieur. Puna avec précipitations estivales sur les franges orientales.                                     |
| Norte Grande (Grand Nord)                    | Nord de la région d'Atacama                      | Climat désertique avec des zones d'extrême aridité. Falaises costales, haute cordillère, dépression intermédiaire puis les Andes. Plateaux dans les Andes. Déserts de sel, dépôts de cuivre et salpêtre à l'intérieur. Puna avec précipitations estivales sur les franges orientales.                                     |
| Río Copiapó (27° S)                          |                                                  | |
| Norte Chico (Nord proche)                    | Sud de la région d'Atacama                       | Climat semi-aride. Fusion de la cordillère de la Côte et des Andes, vallées traversantes d'est en ouest en lieu d'une dépression intermédiaire. L'agriculture est limitée aux fonds des vallées. Floraison de certaines parties du désert. Aucun volcanisme. Importants dépôts d'or, de cuivre et de fer.                 |
| Norte Chico (Nord proche)                    | Région de Coquimbo                               | Climat semi-aride. Fusion de la cordillère de la Côte et des Andes, vallées traversantes d'est en ouest en lieu d'une dépression intermédiaire. L'agriculture est limitée aux fonds des vallées. Floraison de certaines parties du désert. Aucun volcanisme. Importants dépôts d'or, de cuivre et de fer.                 |
| Norte Chico (Nord proche)                    | Nord de la région de Valparaíso                  | Climat semi-aride. Fusion de la cordillère de la Côte et des Andes, vallées traversantes d'est en ouest en lieu d'une dépression intermédiaire. L'agriculture est limitée aux fonds des vallées. Floraison de certaines parties du désert. Aucun volcanisme. Importants dépôts d'or, de cuivre et de fer.                 |
| Río Aconcagua (33° S)                        |                                                  | |
| Zona Central (Zone centrale)                 | Sud de la région de Valparaíso                   | Climat méditerranéen et matorral chilien. Les Andes sont massives et hautes. La cordillère de la côte et les Andes perdent de l'altitude et se séparent vers le sud. La dépression intermédiaire est fertile. Le débit estival d'importantes rivières est très dépendant des glaciers et de la fonte des neiges.          |
| Zona Central (Zone centrale)                 | Région Métropolitaine de Santiago                | Climat méditerranéen et matorral chilien. Les Andes sont massives et hautes. La cordillère de la côte et les Andes perdent de l'altitude et se séparent vers le sud. La dépression intermédiaire est fertile. Le débit estival d'importantes rivières est très dépendant des glaciers et de la fonte des neiges.          |
| Zona Central (Zone centrale)                 | Région du Libertador General Bernardo O'Higgins  | Climat méditerranéen et matorral chilien. Les Andes sont massives et hautes. La cordillère de la côte et les Andes perdent de l'altitude et se séparent vers le sud. La dépression intermédiaire est fertile. Le débit estival d'importantes rivières est très dépendant des glaciers et de la fonte des neiges.          |
| Zona Central (Zone centrale)                 | Région du Maule                                  | Climat méditerranéen et matorral chilien. Les Andes sont massives et hautes. La cordillère de la côte et les Andes perdent de l'altitude et se séparent vers le sud. La dépression intermédiaire est fertile. Le débit estival d'importantes rivières est très dépendant des glaciers et de la fonte des neiges.          |
| Zona Central (Zone centrale)                 | Nord de la région du Biobío                      | Climat méditerranéen et matorral chilien. Les Andes sont massives et hautes. La cordillère de la côte et les Andes perdent de l'altitude et se séparent vers le sud. La dépression intermédiaire est fertile. Le débit estival d'importantes rivières est très dépendant des glaciers et de la fonte des neiges.          |
| Rio Biobío (37° S)                           |                                                  | |
| Zona Sur (Zone sud)                          | Sud de la région du Biobío                       | Climat océanique tempéré et végétation valdivienne. La cordillère de la Côte et les Andes sont basses, la dépression intermédiaire se situe près du niveau de la mer. Lacs glaciaires, activité volcanique et géothermique intense.                                                                                       |
| Zona Sur (Zone sud)                          | Région de l'Araucanie                            | Climat océanique tempéré et végétation valdivienne. La cordillère de la Côte et les Andes sont basses, la dépression intermédiaire se situe près du niveau de la mer. Lacs glaciaires, activité volcanique et géothermique intense.                                                                                       |
| Zona Sur (Zone sud)                          | Région des Fleuves                               | Climat océanique tempéré et végétation valdivienne. La cordillère de la Côte et les Andes sont basses, la dépression intermédiaire se situe près du niveau de la mer. Lacs glaciaires, activité volcanique et géothermique intense.                                                                                       |
| Zona Sur (Zone sud)                          | Nord de la région des Lacs                       | Climat océanique tempéré et végétation valdivienne. La cordillère de la Côte et les Andes sont basses, la dépression intermédiaire se situe près du niveau de la mer. Lacs glaciaires, activité volcanique et géothermique intense.                                                                                       |
| Canal de Chacao et Seno de Reloncaví (42° S) |                                                  | |
| Zona Austral (Zone australe)                 | Sud de la région des Lacs                        | Climat océanique subpolaire à l'ouest, et steppe à l'est. Forêts magellaniques et tundra magellanique à l'ouest, prairies à l'est. Paysage glaciaire, la cordillère de la Côte forme des îles, la dépression intermédiaire est absente ou sous le niveau de la mer. Présence de fjords et champs de glace dans les Andes. |
| Zona Austral (Zone australe)                 | Région Aisén del General Carlos Ibáñez del Campo | Climat océanique subpolaire à l'ouest, et steppe à l'est. Forêts magellaniques et tundra magellanique à l'ouest, prairies à l'est. Paysage glaciaire, la cordillère de la Côte forme des îles, la dépression intermédiaire est absente ou sous le niveau de la mer. Présence de fjords et champs de glace dans les Andes. |
| Zona Austral (Zone australe)                 | Région de Magallanes et de l'Antarctique chilien | Climat océanique subpolaire à l'ouest, et steppe à l'est. Forêts magellaniques et tundra magellanique à l'ouest, prairies à l'est. Paysage glaciaire, la cordillère de la Côte forme des îles, la dépression intermédiaire est absente ou sous le niveau de la mer. Présence de fjords et champs de glace dans les Andes. |